# Desoxirribosa

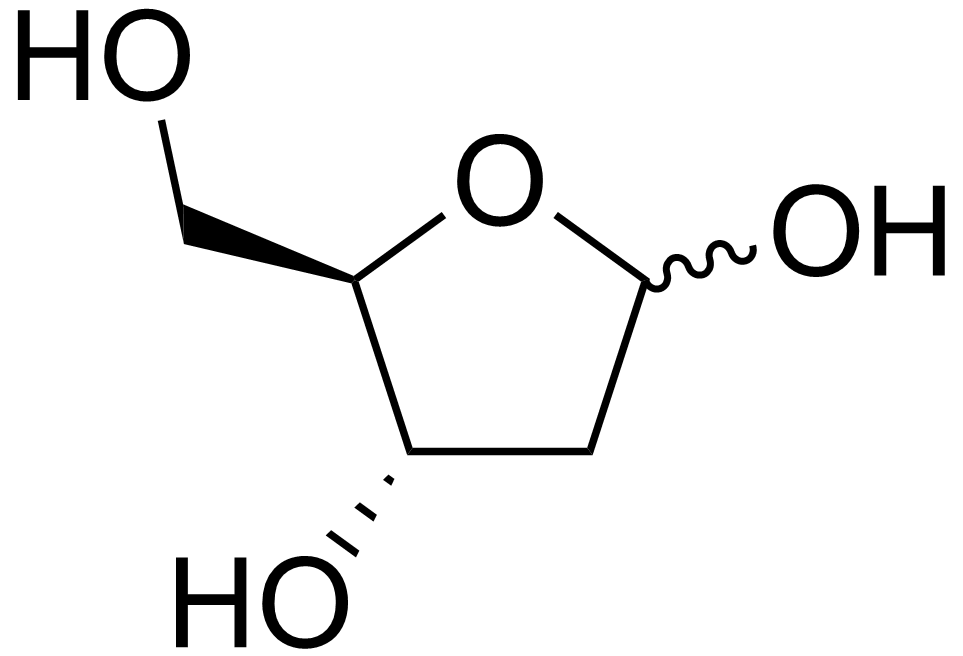
Estructura química de la 2-desoxirribosa.

La desoxirribosa, (< del inglés: des ‘des’ + oxygen, ‘oxígeno’ + ribose, ‘ribosa’) o más precisamente 2-desoxirribosa, es un desoxiazúcar derivado de un monosacárido de cinco átomos de carbono (pentosa, de fórmula empírica C5H10O4), derivado de la ribosa por pérdida de un átomo de oxígeno en el hidroxilo de 2', y por ello no responde a la fórmula general.
Es un sólido cristalino e incoloro, bastante soluble en agua. En su forma furanosa (anillo pentagonal) forma parte de los nucleótidos que constituyen las cadenas del ácido desoxirribonucleico (ADN).

## Estructura
Varios isómeros existen con la fórmula H-(C=O)-(CH2)-(CHOH)3-H, pero en la desoxirribosa los grupos hidroxilo se encuentran sobre el mismo lado de la Proyección de Fischer. El término "2-desoxirribosa" puede referirse igualmente a dos enantiómeros: el  de importancia biológica D-2-desoxirribosa y a su inusual imagen especular L-2-desoxirribosa. La D-2-desoxirribosa es un precursor del ácido nucleico ADN. La 2-desoxirribosa es una aldopentosa, eso es, un monosacárido con cinco átomos de carbono y conteniendo a un grupo funcional aldehído.
En solución acuosa, la desoxirribosa consiste primariamente de una mezcla de tres estructuras: la forma lineal H-(C=O)-(CH2)-(CHOH)3-H y dos formas cíclicas variables, desoxirribofuranosa, con un anillo de cuatro átomos de carbono, y desoxirribopiranosa de un anillo de cinco. La segunda forma es la predominante.

Equilibrio químico de la desoxirribosa en solución.

## Importancia biológica
Como componente del ADN, los derivados de la 2-desoxirribosa tienen un rol importante en la biología. La molécula de ADN (ácido desoxirribonucleico), que es la principal fuente de información genética en la vida, consiste de una larga cadena de unidades que contienen a la desoxirribosa llamados nucleótidos, unidos a través de grupos fosfato. En la nomenclatura estándar, un nucleótido de ADN consiste de una molécula de desoxirribosa con una base orgánica (generalmente adenina, timina, guanina o citosina) unido al carbono 1' del azúcar. El hidroxilo 5' de cada unidad de desoxirribosa es reemplazado por un fosfato (formando un nucleótido) que se une al carbono 3' de la desoxirribosa anterior en la cadena.
Las columnas vertebrales del ADN y el ARN son estructuralmente similares, aunque el ARN es de cadena simple y está compuesto por ribosa en lugar de desoxirribosa. La ausencia del hidroxilo 2' en la desoxirribosa es aparentemente responsable por la incrementada flexibilidad mecánica del ADN en comparación al ARN, el cual le permite asumir la conformación de doble hélice, y además (en eucariotas) para estar compactamente enrollado dentro del pequeño núcleo celular. El ADN de doble hélice es generalmente mucho más largo que las moléculas de ARN.
Otros importantes derivados biológicos de la desoxirribosa incluyen mono-, di- y trifosfatos, como también a monofosfatos cíclicos 3'-5'.

## Biosíntesis
La desoxirribosa es generada a partir de ribosa 5-fosfato por enzimas llamadas ribonucleótido reductasa. Estas enzimas catalizan el proceso conocido como desoxigenación.

## Historia
Fue descubierta en 1929 por Phoebus Levene.